# Ганьковицька сільська рада
| Ганьковицька сільська рада — орган місцевого самоврядування у Свалявському районі Закарпатської області з адміністративним центром у с. Ганьковиця. Сільській раді підпорядковані населені пункти: - с. Ганьковиця |

## Склад ради
Рада складається з 14 депутатів та голови.

## Керівний склад сільської ради
| ПІБ                      | Основні відомості                                                 | Дата обрання | Дата звільнення |
| ------------------------ | ----------------------------------------------------------------- | ------------ | --------------- |
| Мадяр Михайло Васильович | Сільський голова, 1954 року народження, освіта, безпартійний      | 26.03.2006   | 31.10.2010      |
| Мадяр Михайло Васильович | Сільський голова, 1954 року народження, освіта вища, безпартійний | 31.10.2010   |                 |

Примітка: таблиця складена за даними джерела

## Населення
Згідно з переписом УРСР 1989 року чисельність наявного населення сільської ради становила 533 особи, з яких 248 чоловіків та 285 жінок.
За переписом населення України 2001 року в сільській раді мешкало 517 осіб.

### Мова
Розподіл населення за рідною мовою за даними перепису 2001 року:
| Мова       | Відсоток |
| ---------- | -------- |
| українська | 98,46 %  |
| польська   | 0,58 %   |
| російська  | 0,19 %   |
| інші       | 0,77 %   |